# Eta Rory
Eta Rory, née le 10 juin 1965 sur l'île de Malekula, est une femme politique de Vanuatu.
Elle est membre du Parlement de Vanuatu de 2008 à 2012 et a brièvement occupé deux postes ministériels, celui de l'Agriculture, puis celui de la Jeunesse et des Sports. À l’époque, elle est la seule femme parlementaire.

## Jeunesse et débuts professionnels
Eta Rory naît le 10 juin 1965 sur l'île de Malekula, la deuxième plus grande île de Vanuatu. Elle épouse un agent d'exploitation agricole ; pendant ses affectations sur les îles de Malekula, Espiritu Santo et Ambae, elle enseigne au niveau préscolaire dans les communautés dans lesquelles il travaille. Elle œuvre également avec des femmes dans les églises de la région, ce qui lui vaut d'être proposée par l'évêque de Vanuatu, James Ligo, pour se présenter au Parlement dans la circonscription de Malekula lors des élections législatives de 2008,. Elle est l'une des deux seules femmes députées à l'issue de ces élections, avec Isabelle Donald, mais cette dernière voit son élection cassée lorsqu'elle est reconnue coupable de corruption d'électeurs.

## Vie politique
Eta Rory est élue députée pour le parti Famille d'abord, mais le quitte pour le Parti républicain de Vanuatu en 2011 lorsqu'elle reçoit une nomination ministérielle. À cette époque, la politique au Vanuatu est très versatile et les gouvernements changent presque tous les mois. En avril 2011, Rory est nommée ministre de l'Agriculture, mais elle perd ce poste en mai lorsque le Premier ministre Serge Vohor est déchu par la Cour d'appel. Le 20 juin, elle est nommée ministre de la Jeunesse et des Sports dans le gouvernement intérimaire dirigé par Edward Natapei. Mais ce gouvernement ne dure que six jours et Eta Rory redevient simple députée.
Elle n'a pas étée réélue aux élections de 2012. Pendant son mandat au Parlement, elle défend les droits des femmes et ceux des enfants. Elle fait campagne pour la modernisation des routes de Malekula, et elle demande un soutien aux artisans pour qu'ils puissent vendre plus facilement leurs produits. Elle est membre de la commission parlementaire sur la politique économique et de celle sur la politique sociale. Elle dirige en juin 2012 la délégation de Vanuatu à une conférence en Nouvelle-Zélande sur les jeunes et la santé, et les droits sexuels et reproductifs,.